# 傅君诏
傅君诏（1920年—2023年1月1日），男，云南曲靖人，中国冶金专家。曾任北京钢铁学院副教务长、科研部主任，中国金属学会副秘书长。